# Liste der Wasserschutzgebiete im Neckar-Odenwald-Kreis
In der Liste der Wasserschutzgebiete im Neckar-Odenwald-Kreis sind Wasserschutzgebiete (WSG) im Neckar-Odenwald-Kreis in Baden-Württemberg aufgeführt. Sie ist nach den offiziellen WSG-Nummern sortiert. In den Wasserschutzgebieten gelten für die Gewässer (Grundwasser, oberirdische Gewässer) besondere Ge- und Verbote, um das Wasser vor Verunreinigungen zu schützen. Die für die Wasserschutzgebiete zuständige Dienststelle ist das Landratsamt des Neckar-Odenwald-Kreises.
Diese Liste ist Teil der übergeordneten Liste der Wasserschutzgebiete in Baden-Württemberg und erhebt keinen Anspruch auf Vollständigkeit.

## Geschichte
Der Neckar-Odenwald-Kreis macht jährlich Angaben zur Entwicklung der Nitratkonzentrationen in den einzelnen Wasserschutzgebieten und erlässt für das folgende Jahr entweder Auflagen für Landwirte oder lockert bisherige Bewirtschaftungsauflagen auf der Grundlage der seit 1988 geltenden Schutzgebiets- und Ausgleichsverordnung (SchALVO) des Landes Baden-Württemberg. Diese Verordnung wurde zum 1. März 2001 novelliert. Neben der Einhaltung bestimmter Nitrat-Boden-Werte, die jährlich vom 15. Oktober bis 15. November gemessen werden, ist im Rahmen der SchALVO unter anderem vorgeschrieben, dass in den Wasserschutzgebieten Düngung und Pflanzenschutzmaßnahmen nach guter fachlicher Praxis erfolgen müssen, um das Grundwasser vor Beeinträchtigung durch Stoffeinträge aus der Landbewirtschaftung zu schützen.

## Wasserschutzgebiete im Neckar-Odenwald-Kreis
| WSG-Nr. | WSG-Name                                                      | Hauptgemeinde | Lage | Fläche (Hektar) | Datum (Rechtsverordnung) | Bild             |
| ------- | ------------------------------------------------------------- | ------------- | ---- | --------------- | ------------------------ | ---------------- |
| 225002  | WSG Tiefbrunnen Loch                                          | Höpfingen     | ⊙    | 407,18          | 1998-04-29               |                  |
| 225003  | WSG Brunnen Herrenau und Quelle Erfelder Mühle                | Hardheim      | ⊙    | 2545,02         | 1998-02-11               |                  |
| 225005  | WSG Tiefbrunnen Mudau                                         | Mudau         | ⊙    | 2062,35         | 1985-03-20               |                  |
| 225011  | WSG Meisenbrunnenquelle und TB Untere Liß                     | Waldbrunn     | ⊙    | 746,02          | 1997-06-19               |                  |
| 225012  | WSG Dreidolen-, Kandelwiesenquelle                            | Waldbrunn     | ⊙    | 672,48          | 1997-06-09               |                  |
| 225013  | WSG Erlen- und Rechtenbachbrunnen, Seifensied, Joh.anstalten  | Mosbach       | ⊙    | 1644,48         | 1990-07-02               |                  |
| 225016  | WSG Tiefbrunnen A und B Obrigheim und Tiefbrunnen Mörtelstein | Obrigheim     | ⊙    | 332,21          | 2001-02-28               |                  |
| 225017  | WSG Tiefbrunnen Neckarzimmern (neu)                           | Neckarzimmern | ⊙    | 114,64          | 2016-07-25               |                  |
| 225025  | WSG Tiefbrunnen Gehren Binau                                  | Binau         | ⊙    | 112,48          | 1984-11-02               |                  |
| 225101  | WSG Seewiesen- und Mainbergquelle                             | Hardheim      | ⊙    | 288,4           | 1993-08-12               |                  |
| 225225  | WSG Tiefbrunnen CI, AII, GII, Neckarelz                       | Mosbach       | ⊙    | 361,69          | 1991-09-19               |                  |
| 225233  | WSG Talwiesenquellen Rosenberg                                | Rosenberg     | ⊙    | 592,57          | 1997-01-08               | Talwiesenquellen |